# ماریا کالاس
ماریا کالاس (یونانی: Μαρία Κάλλας؛ انگلیسی: Maria Callas؛ ۲ دسامبر ۱۹۲۳ – ۱۶ سپتامبر ۱۹۷۷) خواننده یونانی-آمریکایی در محدوده صدایی سوپرانو بود.

## زندگی
ماریا کالاس در نیویورک در یک خانواده مهاجر یونانی متولد شد. در یونان تحصیل کرد و فعالیت‌های جدی خود را در ایتالیا انجام داد. وی همچنین به زبان‌های انگلیسی، فرانسوی، یونانی و ایتالیایی تسلط کامل داشت. او یکی از مشهورترین خوانندگان آمریکایی در سال‌های پس از جنگ جهانی دوم به‌شمار می‌آید. وی که ملقب به ملکه اپرای قرن بیستم می‌باشد، علاوه برداشتن صدایی پر قدرت، دارای استعداد شگرفی در ایفای نقش روی صحنه بود. به گفته کارشناسان، خوانندگان اپرای قبل از او در هنگام خواندن تنها به حرکات محدود دست یا برداشتن چند قدم اکتفا می‌کردند؛ درحالی‌که ماریا با صدای منحصر به فرد و تمام روح و جسم خود، سعی در انتقال احساساتش به تماشاچیان می‌کرد تا شخصیت داستان در نظر آن‌ها واقعی جلوه کند.
آثار بسیاری از اپرا سازان مشهور از جمله جوزپه وردی، وینچنتزو بلینی و جاکومو پوچینی با هنرنمایی وی به روی صحنه رفتند. ماریا در سراسر جهان طرفداران بیشماری داشت و علاقه‌مندان به اجراهای وی گاه ناچار بودند برای تهیه بلیط کنسرت‌هایش، چند شب و روز در صف منتظر بمانند. اغلب اپراهای که ماریا کالاس اجرا می‌کرد حزن‌انگیز بودند، درحالی‌که گهگاه - آنطور که در مصاحبه‌ها گفت - برای تنوع به اجرای آثار طنز نیز پرداخته است.
به عقیده بسیاری از دوستان و نزدیکان ماریا، زندگی شخصی او شباهت زیادی به اپراهای غم‌انگیزی داشت که اجرا می‌نمود. ماریا در آمریکا متولد شد؛ والدینش قبل از او، صاحب یک فرزند دختر و یک پسر نیز شده بودند که فرزند پسر در ۱۸ ماهگی در اثر بیماری درگذشت. آن‌ها آرزو داشتند ماریا پسر باشد تا غم از دست دادن فرزندشان را تسکین بخشد. اما با دختر شدن او، بسیار مأیوس شده تا جایی که مادرش تا چند روز حاضر نبوده حتی به صورت نوزاد نگاه کند. ماریا از حدود سه سالگی آموختن موسیقی را شروع و به اجبار مادر، تمام اوقات فراغت خود را صرف مطالعه، تمرین یا شرکت در آزمون‌ها و مسابقات هنری نمود.
ماریا تحت تعلیم اساتیدی چون «ماریا تری‌وِلّا» (سوپرانوی ایتالیایی) و «البیرا د ایدالگو» (سوپرانو و استادِ آواز برجستهٔ اسپانیایی) پیشرف‌های چشمگیری کرد و خود نیز بیش از پیش به خوانندگی علاقه‌مند شد. وی در سال ۱۹۴۲، به Athens Opera ملحق شد و به ایفای نقش پرداخت که برایش موفقیت بزرگی محسوب می‌شد.
در سال ۱۹۴۹، ماریا باجووانی باتیستا منگینی، تاجر ثروتمند ایتالیای که ۲۸ سال از او بزرگتر بوده ازدواج کرد.
ماریا، در سال ۱۹۵۷، ارسطو اوناسیس، تاجر و ثروتمند یونانی را ملاقات کرد. او به تدریج شیفته وقار و سخاوتمندی اوناسیس و اوناسیس نیز به وی علاقه‌مند شد. ماریا که همواره در آرزوی داشتن یک زندگی مملو از عشق و آرامش بود، از همسر خود جدا شد و زندگی جدیدی را با اوناسیس در پاریس آغاز کرد. بسیاری در آن زمان، پایان خوشی را برای این رابطه نمی‌دیدند؛ چرا که اوناسیس حاضر بوده هر فردی را قربانی موفقیت‌های تجاری خود کند؛ آن‌ها معتقد بودند که وی ماریا را تنها برای کسب احترام و شهرت بیشتر می‌خواهد و درکی از طبیعت پر احساس و هنری ماریا ندارد. در مدت دو سال زندگی مشترک ماریا و اوناسیس، ماریا به شدت کم‌کار شد. اوناسیس خواندن وی را با وجود داشتن  ثروت، بی‌معنی می‌دانست و از او می‌خواست بیهوده خود را به زحمت نیندازد. او به ازدواج با ماریا و داشتن فرزند نیز علاقه نشان نمی‌داد و بی مهری‌های روزافزون وی، ماریا را ناچار به ترک این رابطه می‌کند. به گفته زندگی‌نامه نویسان و دوستان ماریا، وی در مدت زندگی با اوناسیس چند بار حامله شد اما به خواسته اوناسیس سقط جنین می‌کند؛ یکبار هم که فرزندش (پسر) به دنیا می‌آید، به دلیلی نامعلوم می‌میرد. برخی دلیل از بین رفتن نوزادان - چه قبل و چه بعد از تولد - را عدم توانایی‌های جسمانی ماریا عنوان کرده‌اند، درحالی‌که برخی دیگر به شدت با این تعبیر مخالفند. پس از این، ماریا برای التیام ضربه‌های روحی خود، به کار مفرط روی آورد که این باعث بیماری و صدمه دیدن صدایش شد. شنیدن خبر ازدواج اوناسیس با ژاکلین کندی - بانوی اول سابق آمریکا - نیز او را غمگین تر کرد. ماریا به خاطر بیماری‌های روحی و جسمی مدت‌ها خانه‌نشین شد تا اینکه بعد از سال‌ها تصمیم به ساخت فیلم مده آ با کارگردانی پیر پائولو پازولینی گرفت که خیلی موفق نبود. او همچنین به تدریس در مدرسه جولیارد مشغول شد.
پس از هشت سال، ماریا دوباره توانست به روی صحنه بازگردد. در سال ۱۹۷۳، با جوزپه دی استفانو شروع به همکاری کرد و اجراهای این دو هنرمند در سراسر دنیا مورد استقبال قرار گرفت.

### درگذشت
در سال ۱۹۷۵، اوناسیس که ازدواجش با ژاکلین کندی باعث نشده بود از علاقه ماریا به وی کاسته شود، درگذشت. با شنیدن این خبر، ماریا به شدت اندوهگین شد و دوباره خانه‌نشین گشت. او حاضر به معاشرت با هیچ‌کس نبود و به گفته اطرافیانش، اگر درد و بیماری هم داشت، اقدام به درمان آن نمی‌کرد زیرا پس از مرگ اوناسیس، دلیلی برای زنده ماندن نمی‌دید. ماریا کالاس به تاریخ ۱۶ سپتامبر ۱۹۷۷ (در سن ۵۳ سالگی)، در خانه‌اش، بر اثر سکته قلبی درگذشت.  مراسم تشییع جنازه ای در تاریخ 20 سپتامبر 1977 در کلیسای جامع سنت استفان واقع در خیابان جورج-بیزه، پاریس برگزار شد. او بعدها در قبرستان پر لاشز سوزانده شد و خاکسترهایش در کولومباریوم آنجا قرار گرفت. پس از اینکه خاکسترهایش دزدیده و سپس پیدا شد، طبق خواسته‌اش در بهار 1979 بر روی دریای اژه، در سواحل یونان پاشیده شد..

### اضافه وزن
کالاس در سال‌های اولیه زندگی حرفه‌ای زنی سنگین‌وزن بود، به عبارت خود او: «می‌توان گفت سنگین، بله من بودم، اما من زنی قدبلند، ۱۷۴ سانتی‌متر، و به وزن بیش از ۹۱ کیلوگرم هستم.» او علاوه بر بهترین بودن از لحاظ صدا و اجرای روی صحنه، دوست داشت که زیباترین خواننده هم باشد. به همین خاطر تصمیم به کم کردن اضافه وزن خود کرده و به زیبایی خود می افزاید. او در سال ۱۹۵۳ و اوایل ۱۹۵۴، حدود ۳۶ کیلوگرم وزن کم کرد، چنان‌که Nicola Rescigno درباره‌اش گفت «احتمالاً زیباترین بانوی روی صحنه».

### ای پوریتانی و مسیر به سمت آواز قشنگ
نقطه عطف بزرگ در زندگی حرفه‌ای کالاس در ونیز در سال ۱۹۴۹ رخ داد. او به خواندن نقش «برونهیلد» در «دی والکور» در تئاتر «لا فنیس» گذاشته شد، زمانی که «مارگریتا کاروزیو» که به خواندن «الویرا» در «ای پوریتانی» در تئاتر مشغول بود، بیمار شد.